# Championnats du monde de ski acrobatique 1989
Navigation
Édition précédente Édition suivante
Les Championnats du monde ski acrobatique de 1989 se déroulèrent à Oberjoch en Allemagne.
Il s'agit de la 2e édition des Championnats du monde de ski acrobatique. Elle a lieu trois ans après la première édition de Tignes en février 1986, alors que le rythme établi par la suite est d'une édition tous les deux ans, pour éviter le doublon avec les jeux de Calgary où le ski acrobatique fait son apparition en tant que discipline de démonstration.
Huit épreuves sont programmées, quatre pour les hommes et quatre pour les femmes : bosses, saut, acroski (ou ballet) et combiné.

## Palmarès

### Podiums

#### Hommes
| Épreuves | Or                 | Argent      | Bronze           |
| -------- | ------------------ | ----------- | ---------------- |
| Bosses   | Edgar Grospiron    | Jürg Biner  | Éric Berthon     |
| Saut     | Lloyd Langlois     | Didier Méda | Philippe LaRoche |
| Acroski  | Hermann Reitberger | Lane Spina  | Dave Walker      |
| Combiné  | Chris Simboli      | Scott Ogren | Marti Rafel      |

#### Femmes
| Épreuves | Or                | Argent           | Bronze              |
| -------- | ----------------- | ---------------- | ------------------- |
| Bosses   | Raphaëlle Monod   | Donna Weinbrecht | Tatjana Mittermayer |
| Saut     | Catherine Lombard | Sonja Reichart   | Mélanie Palenik     |
| Acroski  | Jan Bucher        | Conny Kissling   | Lucie Barma         |
| Combiné  | Mélanie Palenik   | Conny Kissling   | Meredith Gardner    |

## Tableau des nations
| Rang | Nation     | Or | Argent | Bronze | Total |
| ---- | ---------- | -- | ------ | ------ | ----- |
| 1    | France     | 3  | 1      | 1      | 5     |
| 2    | États-Unis | 2  | 3      | 1      | 6     |
| 3    | Canada     | 2  | 0      | 4      | 6     |
| 4    | Allemagne  | 1  | 1      | 1      | 3     |
| 5    | Suisse     | 0  | 3      | 0      | 3     |
| 6    | Espagne    | 0  | 0      | 1      | 1     |